# Boleszkowice (gmina)
Pour les articles homonymes, voir Boleszkowice.
Boleszkowice est une gmina rurale du powiat de Myślibórz, Poméranie occidentale, dans le nord-ouest de la Pologne, à la frontière avec l'Allemagne. Son siège est le village de Boleszkowice, qui se situe environ 32 km au sud-ouest de Myślibórz et 78 km au sud de la capitale régionale Szczecin.
La gmina couvre une superficie de 129,92 km2 pour une population de 2 902 habitants en 2016.

## Géographie
La gmina inclut les villages de Boleszkowice, Chlewice, Chwarszczany, Gudzisz, Kaleńsko, Namyślin, Porzecze, Reczyce, Wielopole, Wierutno, Wysoka et Wyszyna.
La gmina borde la ville de Kostrzyn nad Odrą et les gminy de Dębno et Mieszkowice. Elle est également frontalière de l'Allemagne.